# Orbiculina
Orbiculina es un género de foraminífero bentónico de la subfamilia Archaiasinae, de la familia Soritidae, de la superfamilia Soritoidea, del suborden Miliolina y del orden Miliolida. Su especie tipo es Orbiculina nummismalis. Su rango cronoestratigráfico abarca desde el Cretácico hasta la Actualidad.

## Discusión
Orbiculina ha sido considerado en clasificaciones recientes como un sinónimo posterior de Archaias.

## Clasificación
Orbiculina incluye a las siguientes especies:
- Orbiculina adunca, considerado sinónimo posterior de Archaias angulatus
- Orbiculina compressa, aceptado como Cyclorbiculina compressa
- Orbiculina malabarica
- Orbiculina nummismalis
- Orbiculina rotella